# Aptychotrema vincentiana
Aptychotrema vincentiana là một loài cá thuộc họ Rhinobatidae. Nó là loài đặc hữu của Úc. Các môi trường sống tự nhiên của chúng là biển mở và biển nông.